# Burmeistera
Burmeistera es un género de plantas con flores perteneciente a la familia Campanulaceae. Tiene 121 especies. Es originario de Centroamérica hasta Perú.

## Especies seleccionadas
| - Burmeistera anderssonii - Burmeistera antioquensis - Burmeistera asplundii - Burmeistera brachyandra - Burmesitera bullatifolia - Burmeistera crispiloba - Burmeistera cuyujensis - Burmeistera cyclostigma - Burmeistera cylindrocarpa - Burmeistera domingensis - Burmeistera estrellana - Burmeistera formosa - Burmeistera holm-nielsenii - Burmeistera huacamayensis - Burmeistera ignimontis | - Burmeistera loejtnantii - Burmeistera luteynii - Burmeistera microphylla - Burmeistera minutiflora - Burmeistera oblongifolia - Burmeistera oyacachensis - Burmeistera parviflora - Burmeistera racemiflora - Burmeistera refracta - Burmeistera resupinata - Burmeistera rubrosepala - Burmeistera sodiroana - Burmeistera tenuiflora - Burmeistera truncata - Burmeistera venezuelensis |